# Карл Маґнуссон
Карл Маґнуссон (швед. Karl Magnusson; невідомо — 1220) — шведський католицький єпископ єпархії Лінчепінгу у 1216–1220 роках. Брав участь у хрестових походах у Балтії, де і загинув в битві.

## Життєпис
Карл Маґнуссон походив з династії Б'єльбу (Фолькунгів). Він був сином Маґнуса Міннешельда та Інґрід Ільви, зведеним братом Ескіля Маґнуссона та братом ярла Біргера. Він обіймав посаду єпископа єпархії Лінчепінгу між 1216 і 1220 роками.
Магнуссон брав участь у хрестових походах до Балтії. Він загинув разом зі своїм дядьком Карлом Глухим у Лігулаській битві на території сучасної Естонії 1220 року.
Карла Магнуссона змінив на посаді єпископа в Лінчепінгу його брат Бенґт Маґнуссон.